# Shanghai Oriental Sports Center
Das Shanghai Oriental Sports Center (SOSC; vereinfachtes Chinesisch: 上海东方体育中心) ist ein Sportstättenkomplex im Bezirk Pudong der chinesischen Metropole Shanghai. Zu ihm gehören eine Mehrzweckhalle, Hallenstadion genannt, mit maximal 18.000 Sitzplätzen, eine Schwimmhalle  (Natatorium) mit 5000 Sitzplätzen und ein Schwimmstadion mit ebenfalls 5000 Sitzplätzen sowie ein Medienzentrum. Im Hallenstadion tragen die Shanghai Skywalkers aus der China Arena Football League (CAFL) seit 2016 ihre Partien aus. 

## Geschichte
Die Stadt Shanghai ließ den Komplex für die Schwimmweltmeisterschaften 2011 errichten. Entworfen wurden das Ensemble vom deutschen Architekturbüro Gerkan, Marg und Partner, die 2008 die Ausschreibung für den Entwurf gewannen. Die einzelnen Bauten wurden so konzipiert, dass sie nach der Weltmeisterschaften vielfältig weiter genutzt werden können. In weniger als zweieinhalb Jahren wurde das Shanghai Oriental Sports Center mit einem künstlichen See auf ehemaligen Industriebrachen mit einer Fläche von 394.000 m² am Ufer des Huangpu Jiang errichtet. Rechtzeitig zu den Weltmeisterschaften wurde das Center eröffnet. Die 35 Meter hohe Mehrzweckhalle kann für verschiedenste Sport- und Unterhaltungsveranstaltungen wie z. B. Boxkämpfe, E-Sport, Mixed Martial Arts, Basketball-, Badminton- oder Eishockeyspiele sowie Konzerte genutzt werden. Die 14.000 fest installierten Plätze können durch mobile Bestuhlung auf 18.000 erweitert werden. Die Hauptstruktur des kreisrunden Baus ist aus Stahlbeton. Das Dach aus einer Stahlkonstruktion hat einen Durchmesser von 170 Meter. Die rechteckige Schwimmhalle besitzt zwei 50-Meter-Becken, eine Wassersprunganlage sowie ein Freizeitbad. Sie ist 210 m lang, 120 m breit und 22 m hoch und hat rund 3500 fest installierte Plätze. Für die Schwimm-WM wurde sie auf die Mindestgröße der FINA von 5000 Plätze vergrößert. Das rund angelegte Schwimmstadion hat einen Außendurchmesser von etwa 130 Meter. Innen liegt ein Durchmesser von ca. 90 Meter vor. Die Zuschauerränge werden von einer halbmondförmigen Dachkonstruktion mit Mebranbespannung vor dem Wetter geschützt. Es bietet 2000 Plätze, die mit zusätzlicher Bestuhlung, auf 5000 erhöht werden kann. Das Medienzentrum, ein 80 Meter hohes Hochhaus mit 15 Etagen in der Nordecke der Anlage, verfügt über Fitness- und Tagungszräume, ein medizinisches Versorgungszentrum sowie V.I.P.-Einrichtungen und Büroräume. Es ist mit weißen, perforierten Aluminiumpaneelen verkleidet.
Nach der Schwimm-WM folgten 2012 die Shorttrack-Weltmeisterschaften, 2014 der Weltcup im Wasserspringen und die Eiskunstlauf-Weltmeisterschaften 2015. In den Jahren 2011, 2012 und 2014 fand die internationale Eiskunstlaufveranstaltung Cup of China im Center statt. Das Hallenstadion des SOSC ist als einer von acht Austragungsorte der Basketball-Weltmeisterschaft 2019 vorgesehen.

## Auszeichnungen
- 2012: International Architecture Awards 2012[4]
- 2013: IOC/IAKS Award für Beispielhafte Sport- und Freizeitanlagen
- 2013: IPC/IAKS Auszeichnung für Barrierefreiheit (Gold)

## Galerie

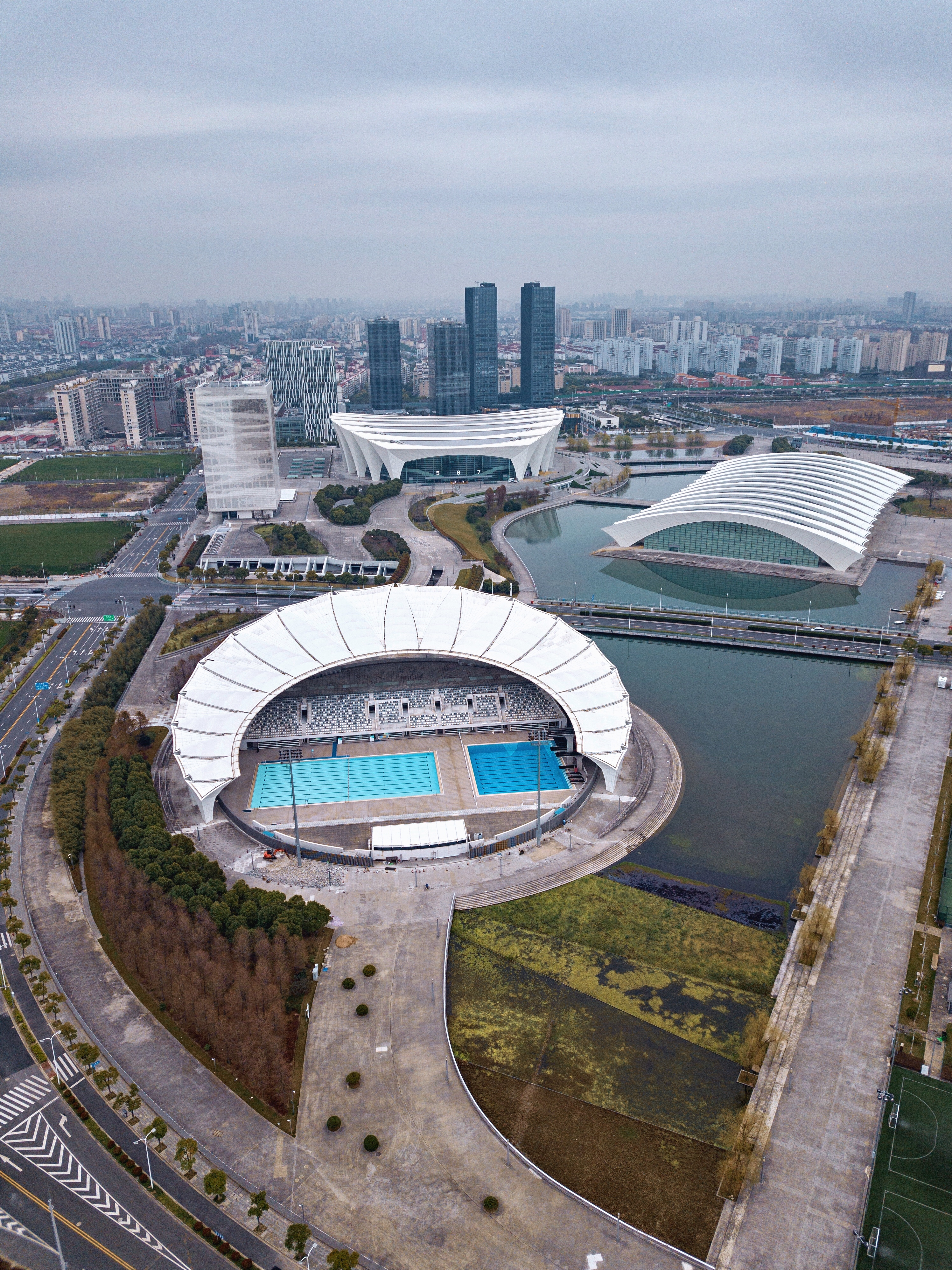
Das SOSC mit dem Schwimmstadion im Vordergrund. Rechts dahinter liegt die Schwimmhalle. Im Hintergrund das Hallenstadion. Links daneben steht das Medienzentrum. (März 2018)
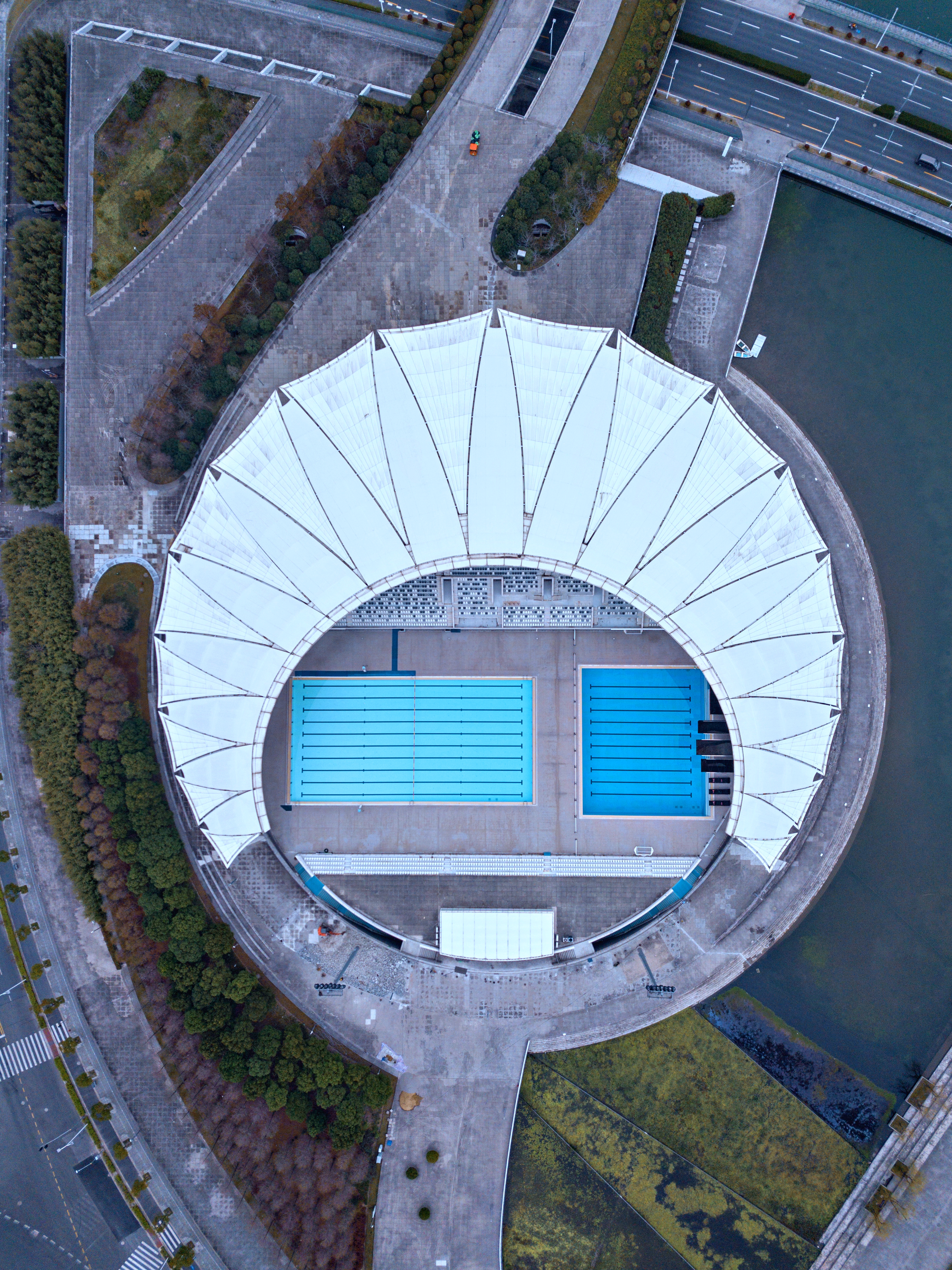
Das Schwimmstadion mit seiner halbmondförmigen Überdachung (März 2018)